# Insulochamus
Insulochamus är ett släkte av skalbaggar. Insulochamus ingår i familjen långhorningar.
Kladogram enligt Catalogue of Life:
| Insulochamus | \| \| Insulochamus annobonae \| \| \| \| \| \| Insulochamus thomensis \| \| \| \| |
|              | \| \| Insulochamus annobonae \| \| \| \| \| \| Insulochamus thomensis \| \| \| \| |
|              | Insulochamus annobonae                                                            |
|              |                                                                                   |
|              | Insulochamus thomensis                                                            |
|              |                                                                                   |